# Катастрофа Boeing 707 в Карелии
Происшествие с Boeing 707 в Карелии — авиационная авария, произошедшая ночью в четверг 20 апреля 1978 года на территории Карельской АССР (СССР). Авиалайнер Boeing 707-321B южнокорейской авиакомпании Korean Air Lines (KAL) совершал плановый межконтинентальный рейс KE902 (позывной KAL 902) по маршруту Париж — Анкоридж — Сеул, но, значительно отклонившись от курса, оказался над Кольским полуостровом, тем самым нарушив воздушную государственную границу СССР. Там он был перехвачен и, после попыток заставить его добровольно приземлиться, был обстрелян ракетой «воздух-воздух» из советского истребителя-перехватчика Су-15 и из-за полученных в результате обстрела повреждений фюзеляжа совершил вынужденную посадку на лёд озера Корпиярви в Лоухском районе Карельской АССР.
В результате обстрела погибли 2 пассажира — 36-летний коммерсант из Сеула Бон Тайхван (англ. Bahng Tais Hwang, кор. 방 타이스 황; среднее место в 23-м ряду справа) был убит в салоне самолёта осколком ракеты в голову и 31-летний владелец кофейни из Иокогамы Ёситако Сугано (англ. Yoshitako Sugano, яп. 菅野義多子; место 24A у окна) был ранен осколками деталей внутренней обшивки салона и умер от потери крови в вертолёте, эвакуировавшем его в больницу города Кемь. Ещё 13 пассажирам рейса была оказана медицинская помощь: в том числе двоим с осколочными ранениями, остальным в связи с последствиями баротравмы и охлаждения.

## Самолёт
Boeing 707-321B (регистрационный номер HL7429, заводской 19363, серийный 623) был выпущен в 1967 году (первый полёт совершил 9 сентября). 21 сентября того же года был передан авиакомпании Pan American (борт N428PA, имя Clipper Star of Hope). В марте 1977 года был куплен авиакомпанией Korean Air Lines (KAL) и получил б/н HL7429. Оснащён четырьмя турбовентиляторными двигателями Pratt & Whitney JT3D-3B.

## Экипаж
- Командир воздушного судна (КВС) — 46-летний Ким Чанъгю (англ. Kim Chang-Kyu, кор. 김창규). Очень опытный пилот, полковник ВВС Республики Корея в отставке, ветеран Корейской войны.
- Второй пилот — Ча Сундо (англ. Cha Soon-do, кор. 차순도).
- Бортинженер — Ли Куншик (англ. Lee Khun-shik, кор. 이근식).

## Хронология событий
Boeing 707-321B борт HL7429 выполнял рейс KE902 по маршруту Париж — Сеул с промежуточной посадкой в Анкоридже. Самолёт вылетел из аэропорта Орли (по другим данным — из аэропорта имени Шарля-де-Голля) в 14:40 MSK. На его борту находились 12 членов экипажа и 97 пассажиров (среди них было 5 детей, в том числе двое младенцев).
Над северным магнитным полюсом — по одной версии, из-за неисправности гироскопического полукомпаса, по второй — из-за ошибки пилотов (как потом официально объясняла сама авиакомпания KAL, экипаж при расчётах использовал неверные значения магнитного склонения) — лайнер начал совершать разворот направо. Описав огромную плавную дугу, он фактически полетел назад на юг — через Шпицберген в направлении финско-советской границы.
В 20:54 советской радиолокационной станцией П-70, расположенной на полуострове Рыбачий в Мурманской области, был обнаружен неопознанный самолёт, двигавшийся в 300 километрах от границы с севера над морем на высоте 9000 метров курсом на Североморск — Мурманск. Самолётный радиолокационный ответчик на запрос сигнала госопознавания «Я — свой» не отвечал.
В 21:19 самолёт вошёл в воздушное пространство СССР в районе Кольского полуострова. Поскольку нарушитель не отвечал на запросы диспетчерских служб, на визуальное опознавание и перехват с аэродрома Африканда был поднят истребитель Су-15 431-го истребительного авиационного полка ПВО (в/ч 26391), пилотировавшийся лётчиком 1-го класса капитаном Александром Босовым. Приблизившись к рейсу 902, Босов доложил, что самолёт-нарушитель с иероглифами на фюзеляже — «Боинг-707».
Из показаний капитана Александра Босова на допросе у следователя КГБ СССР:
Выполняя приказ, я в течение 12-13 минут неоднократно сближался с «Боингом» и давал установленные международными правилами сигналы на посадку: покачивал крыльями, «кивал» вниз фюзеляжем своего истребителя.
Экипаж «Боинга» на мои сигналы не отвечал.
В ответ на это «Боинг» стал разворачиваться вправо и уходить в сторону Финляндии, от границы с которой он находился на удалении около 80 километров (6 минут полёта). В сложившейся ситуации командующий 10-й отдельной армией ПВО генерал-лейтенант Владимир Дмитриев утвердил решение командира 21-го корпуса ПВО генерал-майора Владимира Царькова на уничтожение самолёта-нарушителя.
Босов получил от Царькова приказ занять позицию для атаки сзади и уничтожить самолёт-нарушитель государственной границы. Согласно западным данным и воспоминаниям бывшего командира 57-го истребительного авиаполка подполковника Виталия Дымова, он (Дымов) несколько минут пытался переубедить начальство, говоря, что самолёт является пассажирским, а не разведчиком.
В 21:42 Су-15 выпустил одну ракету Р-8, которая взорвалась возле двигателя № 2 (левый крайний), повредив его и оторвав часть левого крыла длиной 3-4 метра (по некоторым данным, было выпущено две ракеты, одна из которых пролетела мимо лайнера). Кроме того, в результате повреждения фюзеляжа осколками ракеты произошла разгерметизация пассажирского салона, самолёт начал резкое снижение и был потерян Босовым из виду на высоте 700—800 метров.
Зафиксированный наземными радарами оторвавшийся кусок крыла был принят за контейнер или крылатую ракету. На его перехват был поднят второй Су-15 265-го истребительного авиаполка ПВО (пилот — старший лейтенант Сергей Слободчиков), выпустивший по фрагменту крыла одну ракету. На смену исчерпавшему топливо Су-15 были подняты истребители Су-15 1-й эскадрильи 265-го истребительного авиаполка ПВО, пилотировавшиеся лётчиками Анатолием Керефовым, Александром Генбергом, Юрием Новожиловым и др. Всего было выполнено около 20 вылетов.
Капитан Анатолий Керефов на высоте 500 метров обнаружил самолёт-нарушитель, наблюдал совершение его посадки на лёд озера и передал координаты места посадки.
В 23:05 MSK пострадавший рейс KE902 совершил вынужденную посадку на лёд Корпиярви возле посёлка Лоухи в точке координат 66°03′05″ с. ш. 33°03′36″ в. д.. Вскоре он был обнаружен поисковой группой радиотехнического батальона 18-го радиотехнического полка. Первым на его борт поднялся прапорщик Дубодел (по другим сведениям, первым на борт самолёта, через аварийный люк, поднялся прапорщик 18-го радиотехнического батальона Николай Карбан).
Утром 21 апреля пассажиры и экипаж рейса 902 были эвакуированы вертолётами на военный аэродром «Подужемье», откуда автобусами были доставлены в город Кемь. Пассажиры были размещены в Кеми в гарнизонном Доме офицеров, раненые и две семьи с младенцами были направлены в районную и железнодорожную больницы, экипаж был размещён на турбазе «Кемь». Из числа пассажиров рейса 902 от осколков ракеты погиб 1 человек, ещё 1 умер от ранений по дороге в больницу Кеми. Кроме этого, 13 пассажирам была оказана медицинская помощь в медицинских учреждениях Кеми: двоим с осколочными ранениями, а остальным в связи с последствиями баротравмы и охлаждения.
Двоих погибших доставили в морг Кеми.
Из сообщения ТАСС 21 апреля вечером в телепрограмме «Время»:
В ночь с 20 на 21 апреля с. г. самолёт неизвестной принадлежности со стороны Баренцева моря нарушил воздушное пространство СССР в районе северо-восточнее Мурманска и, продолжая полёт в южном направлении, глубоко вошёл на территорию СССР.
…Поднятые навстречу самолёту-нарушителю истребители ПВО страны в ночных условиях эволюциями самолёта и бортовыми огнями неоднократно подавали ему команды следовать за ними для посадки на близлежащем аэродроме, однако самолёт эти команды не воспринял и совершил посадку на озере в районе города Кемь Карельской АССР лишь через два часа после вхождения в воздушное пространство Советского Союза.
После посадки было установлено, что самолёт-нарушитель «Боинг-707» принадлежит южно-корейской авиационной компании.
Советскими компетентными органами проводится расследование нарушения воздушного пространства Советского Союза.
22 апреля пассажиры на автобусах были отправлены на военный аэродром Подужемье, а далее двумя самолётами Ту-134 — в Мурманск, а уже оттуда были доставлены в Хельсинки на Boeing 727 авиакомпании Pan American (США).
Командир и штурман рейса 902 находились на турбазе «Кемь» до 29 апреля в связи с проводившимся Следственным управлением КГБ СССР расследованием инцидента по факту нарушения воздушного пространства СССР. Следствием отрабатывались основные версии инцидента: отказ приборов, непрофессионализм экипажа, возможные умышленные действия, связанные с выполнением задания разведывательных служб.

## Последствия инцидента
21 апреля на место происшествия прибыла правительственная комиссия из Москвы (председатель правительственной комиссии — маршал авиации Иван Пстыго). В расследовании инцидента участвовал прибывший в Североморск заместитель главкома маршал авиации Евгений Савицкий и прибывший в Кемь первый заместитель начальника 2-го главного управления КГБ СССР генерал-лейтенант Фёдор Щербак.
Согласно одному источнику, ответственный за приказ об уничтожении лайнера был определён не сразу, так как запись переговоров на магнитной ленте КП 21-го корпуса ПВО оказалась стёрта; по другим данным, ответственность за решение об уничтожении самолёта-нарушителя была взята на себя командующим 10-й отдельной армией ПВО генерал-лейтенантом Владимиром Дмитриевым.
По результатам комплексного расследования, действия командира 21-го корпуса ПВО генерал-майора Царькова, его КП и штаба были признаны правительственной комиссией обоснованными, правильными и решительными в соответствии с обстоятельствами и здравым смыслом.
Из сообщения ТАСС от 30 апреля 1978 года:

…В ходе расследования было установлено, что инцидент с южнокорейским самолётом произошёл в результате невыполнения экипажем международных правил полётов и неподчинения требованиям советских истребителей ПВО следовать за ними для посадки на аэродром.
Командир экипажа и штурман … подтвердили, что понимали команды советских самолётов, однако этим командам не подчинились. Признавая свою вину перед советским законом, командир корабля и штурман письменно обратились в Президиум Верховного Совета СССР с просьбой о помиловании.
…Президиум Верховного Совета СССР принял решение не привлекать Ким Чанг Кыо и Ли Чын Сина к уголовной ответственности и ограничиться выдворением их за пределы СССР.

После возвращения из СССР в интервью газете «The New York Times» пилоты заявили, что они не каялись, помилования не просили и по-прежнему утверждали, что причиной отклонения от курса была неисправная навигация.
СССР предъявил Республике Корее счёт на 100 000 $ для покрытия стоимости содержания пассажиров.
Авиакомпания Korean Air Lines отказалась от авиалайнера, чтобы не оплачивать операцию по его эвакуации и воспользоваться страховкой. Самолёт был разобран и доставлен в аэропорт Мячково в Подмосковье, где с ним работали специалисты Государственного комитета Совета Министров СССР по авиационной технике.
Официальных претензий по инциденту к СССР со стороны Международной организации гражданской авиации (ИКАО) и правительства Республики Кореи не предъявлялось (при этом до 1990 года дипломатических отношений между СССР и Республикой Кореей не существовало).